# Ștefan Filotti
Ștefan Filotti (* 19. September 1922 in Brăila, Kreis Brăila; † 28. September 1969 in Cernavodă, Kreis Constanța) war ein rumänischer Fußballspieler. Er bestritt 167 Spiele in der höchsten rumänischen Fußballliga, der Divizia A.

## Karriere
Filotti begann seine Karriere im Jahr 1940 in seiner Heimatstadt Brăila bei Franco Româna Brăila in der Divizia B. Im Jahr 1942 wechselte er zu Rapid Bukarest, einem der erfolgreichsten rumänischen Vereine jener Zeit. Bereits kurz nach dem Wechsel konnte er seinen ersten und auch einzigen Titel gewinnen, als er im Pokalfinale 1942 zweimal traf.
Nachdem der Spielbetrieb der Divizia A aufgrund des Ausbruchs des Zweiten Weltkrieges unterbrochen worden war, kam Filotti erst 25. August 1946 zu seinem ersten Einsatz in der höchsten rumänischen Fußballliga. Bei Rapid entwickelte er sich in den 1940er-Jahren zu einem torgefährlichen Stammspieler und konnte in den Jahren 1949 und 1950 die Vizemeisterschaft erreichen. Diese erfolgreiche Zeit des Vereins war aber damit bereits zu Ende gegangen. Der Klub stieg in der Folgezeit zweimal ab, schaffte aber jedes Mal den sofortigen Wiederaufstieg. Filotti konnte nicht mehr an frühere Leistungen anknüpfen und beendete im Jahr 1958 seine aktive Laufbahn.

## Nationalmannschaft
Filotti spielte zwischen 1942 und 1956 insgesamt 13 Mal für die rumänische Fußballnationalmannschaft. Seinen ersten Einsatz hatte er am 11. Oktober 1942 gegen Kroatien, kam danach aber nur unregelmäßig zum Zuge.

## Erfolge
- Rumänischer Pokalsieger: 1942
- Rumänischer Vizemeister: 1949, 1950
- Aufstieg in die Divizia A: 1952, 1955